# 19. децембар
19. децембар (19.12.) је 353. дан године по грегоријанском календару (354. у преступној години). До краја године има још 12 дана.

## Догађаји
- 1154 — Хенри II је крунисан у Вестминстерској опатији, као први енглески краљ из династије Плантагенет.
- 1793 — Наполеон Бонапарта добио је прву значајну битку када је окончао британску опсаду Тулона.
- 1842 — САД су признале независност Хаваја, али амерички утицај остао је доминантан. Хавајска острва су анектирана 1898, а 31. августа 1959. постала су 50. држава САД.
- 1863 — Енглески проналазач Фредерик Волтон патентирао је у Лондону подни прекривач - линолеум.
- 1905 — Кнез Никола Петровић-Његош је донео Никољдански устав, први устав Црне Горе, којим је држава конституисана као уставна монархија.
- 1920 — Константин I се вратио на престо Грчке након смрти свог сина Александра I и референдума.
- 1941 — Тројица ронилаца на људским торпедима Италијанске морнарице су детонирали магнетне мине на британским бродовима у Александрији, онеспособивши два бојна брода.
- 1941 — После неуспеле офанзиве на Москву, Адолф Хитлер сменио команданта немачких копнених трупа фелдмаршала Валтера фон Браухича и лично преузео команду над армијом.
- 1944 — Ослобођена је Подгорица у Другом светском рату.
- 1946 — Почео је Први индокинески рат када су припадници Вијетмина напали француске колонијалне трупе у Ханоју.
- 1950 — Савет НАТО-а именовао америчког генерала Двајта Ајзенхауера врховним командантом снага НАТО у Европи.
- 1958 — Председник САД Двајт Ајзенхауер упутио, први пут у свету, божићне честитке преко сателита.
- 1965 — Са 54,5 процената гласова бирача Шарл де Гол је победио на председничким изборима у Француској Франсоа Митерана.
- 1971 — Филм Паклена поморанџа, редитеља Стенлија Кјубрика, премијерно приказан у Лондону.
- 1972 —
  - Јужнокорејски танкер „Јужна звезда“ испустио више од сто хиљада тона нафте поред Омана.
  - Капсула васионског брода „Аполо 17“ спустила се у Тихи океан. Тиме је окончан амерички програм „Аполо“ летова на Месец са људском посадом.
- 1984 — Британски и кинески премијери Маргарет Тачер и Џао Цијанг потписали су у Пекингу споразум према којем Хонгконг од 1. јула 1997, после 99 година британске управе, прелази под суверенитет Кине.
- 1986 — Совјетски вођа Михаил Горбачов је ослободио Андреја Сахарова након четири године унутрашњег прогонства у Горком.
- 1991 — На заседању Скупштине САО Крајине у Книну, усвојен Устав којим је дотадашња САО Крајина трансформисана у Републику Српску Крајину. Истога дана, одржана је и Велика народна скупштина Српске области Славонија, Барања и Западни Срем у Белом Манастиру, на којој су донете одлуке у прилог државног обједињавања свих српских области које су се до тада налазиле у оквиру административних граница југословенске федералне јединице Хрватске.
- 1995 — Први војници из Русије стигли у Босну где ће се укључити у мисију очувања мира (ИФОР), која је по одлуци Савета безбедности УН поверена снагама НАТО.
- 1997 — Сингапурски путнички авион „Боинг 737-300” срушио се близу индонежанског града Палембангаре, што није преживео нико од 104 путника и чланова посаде.
- 1998 — Представнички дом САД је покренуо процедуру опозива председника Била Клинтона након афере Левински.
- 2001 — У социјалним немирима који су захватили Аргентину на хиљаде људи широм земље опљачкало је око 100 самопослуга. Протести у којима је погинуло више од 20, а рањено преко 100 људи, избили су када је влада најавила да ће увести строже економске мере како би отплатила страни дуг од 132 милијарде долара.
- 2002 —
  - Хрватска влада усвојила је Резолуцију о приступању ЕУ.
  - Словенија добила нову владу чији је премијер Антон Роп.
- 2004 — Почела је да емитује програм Телевизија Српске Православне Епархије жичке „Логос“. Телевизија Логос, је прва телевизијска станица Српске православне цркве.
- 2016 — Руски амбасадор Андреј Карлов је убијен пред новинарима у уметничкој галерији у Анкари.

## Рођења
- 1844 — Манојло Грбић, српски историчар и писац. (прем. 1899)
- 1852 — Алберт Абрахам Мајкелсон, амерички физичар, добитник Нобелове награде за физику (1907). (прем. 1931)[1]
- 1863 — Јан Чајак, словачки књижевник и преводилац. (прем. 1944)
- 1875 — Милева Марић Ајнштајн, српска физичарка и математичарка. (прем. 1948)[2]
- 1902 — Ралф Ричардсон, енглески глумац. (прем. 1983)[3]
- 1906 — Леонид Брежњев, руски политичар. (прем. 1982)[4]
- 1915 — Едит Пијаф, француска певачица и глумица. (прем. 1963)[5]
- 1921 — Блаже Конески, књижевник, културни и јавни радник: песник, прозаиста, есејиста, историчар књижевности, филолог и лингвиста, предавач и професор. (прем. 1993)[6]
- 1922 — Блаже Конески, македонски књижевник. (прем. 1993)
- 1924 — Сисели Тајсон, америчка глумица и модел. (прем. 2021)[7]
- 1933 — Иво Сердар, хрватски глумац. (прем. 1985)[8]
- 1937 — Милчо Левијев, бугарски џез музичар (пијаниста). (прем. 2019)[9]
- 1940 — Звонко Бего, хрватски фудбалер. (прем. 2018)[10]
- 1942 — Милан Милутиновић, српски политичар, 2. председник Србије (1997—2002). (прем. 2023)
- 1953 — Јура Стублић, хрватски музичар, најпознатији као вођа групе Филм.
- 1957 — Кевин Макхејл, амерички кошаркаш и кошаркашки тренер.[11]
- 1958 — Веселин Вуковић, српски рукометаш и рукометни тренер.[12][13]
- 1961 — Ерик Корнел, амерички физичар, добитник Нобелове награде за физику (2001).[14]
- 1963 — Џенифер Билс, америчка глумица.[15]
- 1963 — Тил Швајгер, немачки глумац, редитељ, сценариста и продуцент.
- 1964 — Арвидас Сабонис, литвански кошаркаш.[16]
- 1966 — Бранислав Прелевић, српски кошаркаш и кошаркашки тренер.[17]
- 1966 — Алберто Томба, италијански скијаш.[18]
- 1969 — Кристи Свонсон, америчка глумица.[19]
- 1972 — Алиса Милано, америчка глумица, продуценткиња и музичарка.[20]
- 1973 — Врбица Стефанов, македонски кошаркаш и кошаркашки тренер.[21]
- 1973 — Кибу Стјуарт, амерички кошаркаш.[22][23]
- 1974 — Јасмила Жбанић, босанскохерцеговачка редитељка и сценаристкиња.
- 1974 — Славен Римац, хрватски кошаркаш и кошаркашки тренер.[24]
- 1977 — Хорхе Гарбахоса, шпански кошаркаш.[25]
- 1978 — Игор Ђорђевић, српски глумац.[26]
- 1978 — Марко Томаш, босанскохерцеговачки песник и новинар.[27]
- 1979 — Паола Реј, колумбијска глумица и модел.
- 1980 — Џејк Џиленхол, амерички глумац.[28]
- 1985 — Гари Кахил, енглески фудбалер.[29]
- 1986 — Рајан Бабел, холандски фудбалер.[30][31]
- 1987 — Карим Бензема, француски фудбалер.[32]
- 1987 — Данијел Хакет, америчко-италијански кошаркаш.[33]
- 1988 — Никлас Ландин, дански рукометаш.[34]
- 1988 — Алексис Санчез, чилеански фудбалер.[35]
- 1989 — Никола Јевтовић, српски кошаркаш.[36]
- 1994 — Никола Нинковић, српски фудбалер.[37][38]

## Смрти
- 1741 — Витус Беринг, руски поморац и истраживач данског порекла. (рођ. 1681).[39]
- 1851 — Џозеф Малорд Вилијам Тарнер, енглески сликар. (рођ. 1775).[40]
- 1996 — Марчело Мастројани, италијански филмски глумац. (рођ. 1924).[41]
- 2004 — Рената Тебалди, оперски певач. (рођ. 1922).[42]
- 2007 — Србољуб Срба Ивановић, српски глумац и певач. (рођ. 1930).[43]
- 2013 — Ружица Сокић, српска глумица. (рођ. 1934).[44]
- 2016 — За За Габор, америчка глумица мађарског порекла. (рођ. 1917).[45]

## Празници и дани сећања
- Уједињене нације овај дан обележавају као
  - Дан заштите озонског омотача
- Српска православна црква данас прославља
  - Свети Николај архиепископ Мирликијски чудотворац